# (1675) Simonida
(1675) Simonida es un asteroide que forma parte del cinturón de asteroides y fue descubierto por Milorad Protić el 20 de marzo de 1938 desde el observatorio de Belgrado, Serbia.

## Designación y nombre
Simonida se designó al principio como 1938 FB.
Más adelante fue nombrado en honor de una antigua princesa serbia cuyo nombre simboliza la belleza.

## Características orbitales
Simonida orbita a una distancia media del Sol de 2,233 ua, pudiendo alejarse hasta 2,512 ua y acercarse hasta 1,954 ua. Su excentricidad es 0,125 y la inclinación orbital 6,796°. Emplea 1219 días en completar una órbita alrededor del Sol.